# Campiglossa lubrica
Campiglossa lubrica este o specie de muște din genul Campiglossa, familia Tephritidae. A fost descrisă pentru prima dată de Dirlbek în anul 1971. Conform Catalogue of Life specia Campiglossa lubrica nu are subspecii cunoscute.